# ラジオライブラリー「新・人間革命」
ラジオライブラリー「新・人間革命」（ラジオライブラリー しん・にんげんかくめい）は、文化放送が制作し、全国各地のラジオ局で放送されていた宗教番組（2015年3月30日から2019年3月31日までは一旦休止）。聖教新聞社の単独スポンサー番組。

## 概要
創価学会名誉会長・池田大作の大河小説『新・人間革命』を朗読するラジオ番組。朗読は小野田英一と沢田敏子が担当する。2010年12月7日に放送2000回を達成し、2013年4月に放送開始10周年を迎え、2014年10月7日に放送3000回を達成した。放送2000回を記念し、文化放送から池田名誉会長に「特別顕彰杯」が贈られた。 また、番組終了を受けて小野田と沢田に対して、文化放送から「令和2年度文化放送特別賞」が贈られた。
元日、並びに月曜の放送では、本編開始前に第1巻・旭日の巻頭言である『平和ほど、尊きものはない。平和ほど、幸福なものはない。平和こそ、人類の進むべき、根本の第一歩であらねばならない』との一節が毎回新しい録音により、小野田の声で朗読された。
本編については、朗読という体裁にはなっているが、場面に応じた寸劇や音楽・効果音が入るなど、ラジオドラマ寄りの構成となっていた。 また、作中の政治的な記述については、不偏不党という放送基準に抵触しない形に脚色して放送することになっているため、問題になる箇所が出る場合は制作局の文化放送がチェックを行っていた。このため、第2期では本編後のスタッフ紹介の際に「原作の内容の一部を割愛しています」と言う断りが、沢田の声でアナウンスされていたのは、こう言う理由だった。
『新・人間革命』は、創価学会第2代会長・戸田城聖の半生と池田（作品中では『山本伸一』）自身の同会への入信から第3代会長就任までを描いた大河小説『人間革命』の続編であり、池田の同会会長就任後の半生を描いており、原作は2018年9月8日に完結した。
文化放送では、『白井静雄のドンとこい!』→『太田英明 ナマ朝!』→『笑顔でおは天!!』→『おはよう寺ちゃん 活動中』と歴代の朝5時台の情報番組内で5:30 - 5:40に放送していた。
同局では、前作である『人間革命』の朗読を1969年2月から1年半と1986年10月から4年半の2回にわたり放送した実績がある。このほかにも、創価学会提供の番組として『ミュージックギフト〜音楽・地球号』を放送していたが、2013年3月に終了した後は同年9月末からナイターオフシーズン番組『ココロのオンガク 〜music for you〜』を放送している。また、同会の協賛番組としては、2013年4月より9月まで、池田が著した「希望対話-21世紀を生きる君たちへ」を原案とした『キボウラジオ』が放送されていた。
また同局においては、2014年1月1日の当番組放送中に、『おはよう寺ちゃん〜』のジングル曲が流れてしまうというトラブルがあった。翌1月2日に改めて1月1日分の再放送を行った後に、1月2日分を放送した。

## 休止と再開、そして完結
『新・人間革命』の単行本第26巻の発行を機に、2015年3月27日をもって当番組は一旦終了し、12年の歴史に幕を下ろした。その数週前から、番組では前述の第26巻について一部抜粋という形で朗読し、最終週となった3月23日以降は、沢田による本編後のスタッフ紹介の際に「3月27日の放送をもって終了」という旨の告知が行われた（最終回を除く）。そして3月27日当日は、第26巻においての最後の章「奮迅」の末尾付近まで朗読した後、「聖教新聞ラジオライブラリー『新・人間革命』は、この放送をもって終了いたします」という沢田の告知で、第1期の最終回は締めくくられた。
文化放送の聖教新聞社提供のラジオ番組は、同年3月30日から『渡辺徹 家族の時間』（パーソナリティ：渡辺徹）に引き継がれていたが、同番組はあくまでも『新・人間革命』の休止に伴うつなぎ番組だった。
2018年、原作が全30巻（第30巻は上下巻で刊行したため全31冊）で完結した。翌年度の2019年4月1日に、「今日からこの時間は、聖教新聞ラジオライブラリー『新・人間革命』の続編を、第27巻からお送りいたします」という沢田のアナウンスで番組が第3124回（第27巻においての最初の章「若芽」）から再開された。なお、ネット局は『家族の時間』から引き継がれるため、沖縄県では琉球放送への事実上のネット移行となるが、かつて『新・人間革命（第1期）』をネットしていた栃木放送・茨城放送は非ネットとなった。
それから2年後となる2021年3月26日をもって当番組は完結した。最終週となった3月22日以降は、沢田による本編後のスタッフ紹介の際に「今週の放送をもって終了」という旨の告知が行われた（最終回を除く）。そして3月26日当日は、第30巻(下)においての最後の章「誓願」の末尾付近まで朗読した後、「この放送をもちまして、聖教新聞ラジオライブラリー『新・人間革命』は終了いたします。長年のご愛聴、ありがとうございました」という沢田の告知と謝辞で、第2期の最終回は締めくくられた。
放送期間は第1期が12年、第2期が2年の計14年、放送回数は全3643回（第1期3123回、第2期520回）に及んだ。
『新・人間革命』第1期から開始した文化放送制作の聖教新聞提供のラジオ番組枠は『新・人間革命』第2期の放送をもって18年の歴史に幕を降ろした。

## 番組ネット局

### 第1期（2003年4月7日から2015年3月27日までのネット局）
※放送時間の早い順
- 5:00 - 5:10（最先発局）
  - 秋田放送、IBC岩手放送、ラジオ福島、静岡放送、東海ラジオ、山陰放送、山陽放送、山口放送、南海放送、高知放送、KBCラジオ、長崎放送（NBCラジオ佐賀）、宮崎放送、南日本放送、ラジオ沖縄
- 5:10 - 5:20
  - STVラジオ、青森放送、山梨放送
- 5:15 - 5:25
  - 信越放送、中国放送、大分放送、東北放送
- 5:20 - 5:30
  - 山形放送[4]、新潟放送、北日本放送、北陸放送、福井放送、西日本放送、熊本放送
- 5:30 - 5:40
  - 文化放送（発局）[5]
- 6:25 - 6:35
  - 岐阜放送（独立系）
- 6:30 - 6:40
  - ラジオ大阪[6]、四国放送
- 6:48 - 6:58（最後発局）
  - 栃木放送

### 第2期（2019年4月1日から2021年3月26日までのネット局）
※放送時間の早い順
- 5:00 - 5:10（最先発局）
  - IBC岩手放送、ラジオ福島、新潟放送、信越放送、静岡放送、和歌山放送、山陰放送、山陽放送、山口放送、南海放送、高知放送、九州朝日放送（KBCラジオ）、長崎放送（NBCラジオ佐賀）、宮崎放送、南日本放送
- 5:05 - 5:15
  - 北日本放送
- 5:09 - 5:19
  - 東海ラジオ
- 5:10 - 5:20
  - 秋田放送、山梨放送
- 5:15 - 5:25
  - 大分放送、琉球放送（JRN系列単独局）
- 5:20 - 5:30
  - STVラジオ、青森放送、東北放送、山形放送、北陸放送、福井放送、中国放送、西日本放送、四国放送、熊本放送
- 5:30 - 5:40
  - 文化放送（発局）
- 6:30 - 6:40（最後発局）
  - ラジオ大阪

## 放送形態
- 2006年6月23日、民放ラジオ全局が未明から「FIFAワールドカップドイツ大会・決勝戦」を中継したため、本番組は休止となった。また、2010年6月25日も民放ラジオ全局が未明から「FIFAワールドカップ南アフリカ大会・決勝戦」を中継したため、再び本番組は休止となった。放送2000回・3000回達成が火曜日と中途半端なのは、これに由来する。